# Sieciechowice (powiat tarnowski)
Sieciechowice – wieś w Polsce położona w województwie małopolskim, w powiecie tarnowskim, w gminie Wierzchosławice.
W latach 1975–1998 miejscowość należała administracyjnie do województwa tarnowskiego.

## Położenie
Sieciechowice to miejscowość położona na lewym brzegu Dunajca, który jest naturalną granicą miejscowości od wschodu. Od północy graniczy z Bogumiłowicami, od zachodu z Łętowicami, a od południa – z Mikołajowicami. Zajmuje równinne tereny południowo-zachodnich krańców Kotliny Sandomierskiej, z żyznymi glebami, pod którymi znajdują się złoża żwiru.

## Przeszłość
Wieś należała pierwotnie do rycerskiego rodu Starżów zwanych też Toporczykami. Nazwa miejscowości wywodzi od słowiańskiego imienia Sieciech. Pierwsza historyczna wzmianka o istnieniu wsi pochodzi z 1398 roku, gdy należała ona do Dziersława Rysia de Seczechow. W latach 1407–1427 dziedziczył ją syn Dziersława Mikołaj zwany Mroczkiem, po nim Jakusz, syn Mikołaja. W 1447 wieś została sprzedana Rokoszom herbu Ostoja z Koszyc. Długosz określił jej wielkość jako 1 łan kmiecy oraz folwark szlachecki z dworem. W 1536 roku rejestr poborowy podaje informację o 3 kmieciach siedzących na półtora łanu i o 5 zagrodnikach. Właścicielem wsi był wtedy szlachcic Paweł Mruk, który dysponował dworem i folwarkiem, karczmą, łąkami, stawami i jeziorami nad Dunajcem, o wartości 300 grzywien. W drugiej połowie XVI wieku właścicielami majątku był Jan Ocieski, kanclerz wielki koronny, a w pierwszej połowie XVII wieku – Joachim Dębicki. W 1581 roku w rękach 6 kmieci było 2 łany ziemi, ponadto gospodarowało 5 zagrodników z rolą, 3 chałupników, 7 komorników, 1 rzemieślnik, 1 duda (grajek). Oprócz tego funkcjonował folwark szlachecki, lecz brak jest danych o wielkości obszaru jego pól.
W 1676 roku, za dzierżawcy Kaczkowskiego żyło tu 21 dorosłych poddanych zobowiązanych do płacenia podatku pogłównego. Z 1741 roku pochodzi informacja, że część wsi należy do właścicieli Zbylitowskiej Góry – Moszczeńskich, w ręce których przeszedł wkrótce cały majątek. Budynki folwarczne składały się wówczas z drewnianego dworku, browaru, stodół, stajni, wozowni i spichlerzy, a położone były w południowej części wsi. Od około roku 1860, po zawarciu małżeństwa Marii Moszczeńskiej ze Stanisławem Żabą herbu Kościesza, Sieciechowice przeszły na własność tego rodu i pozostawały do 1945 roku. Wraz z sąsiednimi, naddunajeckimi miejscowościami Sieciechowice były często zatapiane przez powodzie, na przykład tylko w XIX wieku w latach: 1813, 1839, 1844, 1845, 1867,1884, 1887.
W 1939 roku obszar rolny wsi wynosił 128 hektarów, mieszkańców było 140, gospodarstw domowych 23, a administracyjnie miejscowość należała do Zbylitowskiej Góry. Od Zbylitowskiej Góry Sieciechowice usamodzielniły się dopiero 1 marca 1946, tworząc odrębną gromadę.

## Przynależność parafialna
Od początku wieś należała do parafii Zbylitowska Góra, która leży po prawej stronie Dunajca. W XVI wieku powstała drewniana kaplica, w której odprawiano nabożeństwa kilka razy w roku. Ostatnia wiadomość o jej istnieniu pochodzi z 1763 roku. W roku 1972 biskup tarnowski Jerzy Ablewicz utworzył parafię w Mikołajowicach, do której włączono także Sieciechowice. Na terenie miejscowości znajduje się figura Matki Boskiej ufundowana w 1863 roku przez Jana i Mariannę Bibrów. Tradycja ustna przekazuje pamięć o istnieniu cmentarza cholerycznego w obrębie miejscowości.

## Współczesność
Od 1954 r. miejscowość należała do gromady Bogumiłowice, a od 1973 r. do gminy Wierzchosławice. Obecnie miejscowość liczy 41 gospodarstw domowych, w których żyje 178 obywateli. Wieś jest w pełni zmodernizowana, w latach dziewięćdziesiątych XX wieku została zgazyfikowana, przeprowadzono wodociąg, kanalizację, telefonizację. Funkcjonuje tu  dom kultury, plac zabaw dla dzieci. Na granicy z Łętowicami, na zachodnim skraju wsi powstało przedsiębiorstwo eksploatacji kruszywa. Działa też gospodarstwo agroturystyczne. Szeroka plaża, sielskie widoki i cisza oraz obfite w ryby wody Dunajca stwarzają doskonałe warunki do wypoczynku i wędkowania.